# Jarolímek
Lo Jarolímek era un trampolino situato a Štrbské Pleso, in Cecoslovacchia (oggi Vysoké Tatry, in Slovacchia).

## Storia
Inaugurato nel 1932, l'impianto ha ospitato le gare di salto con gli sci e di combinata nordica dei Campionati mondiali di sci nordico 1935. Gravemente danneggiato nel 1940, venne definitivamente smantellato nel 1962, quando iniziarono i lavori per il nuovo MS 1970.

## Caratteristiche
All'epoca dei Mondiali il punto K era individuato a 72,5 m, per cui era un trampolino medio; il primato di distanza fu fissato in 76,5 m.